# Alex Tanguay
Alex Joseph Jean Tanguay (* 21. November 1979 in Saint-Justin, Québec) ist ein ehemaliger kanadischer Eishockeyspieler und derzeitiger -trainer. Der linke Flügelstürmer absolvierte zwischen 1999 und 2016 über 1000 Spiele für fünf Teams in der National Hockey League (NHL), den Großteil davon für die Colorado Avalanche und Calgary Flames. Mit der Avalanche, die ihn im NHL Entry Draft 1998 an zwölfter Position ausgewählt hatte, errang er in den Playoffs 2001 den Stanley Cup. Darüber hinaus lief er jeweils kurzzeitig für die Canadiens de Montréal, Tampa Bay Lightning und Arizona Coyotes auf. Seit Juni 2021 ist Tanguay als Assistenztrainer bei den Detroit Red Wings in der NHL tätig.

## Karriere

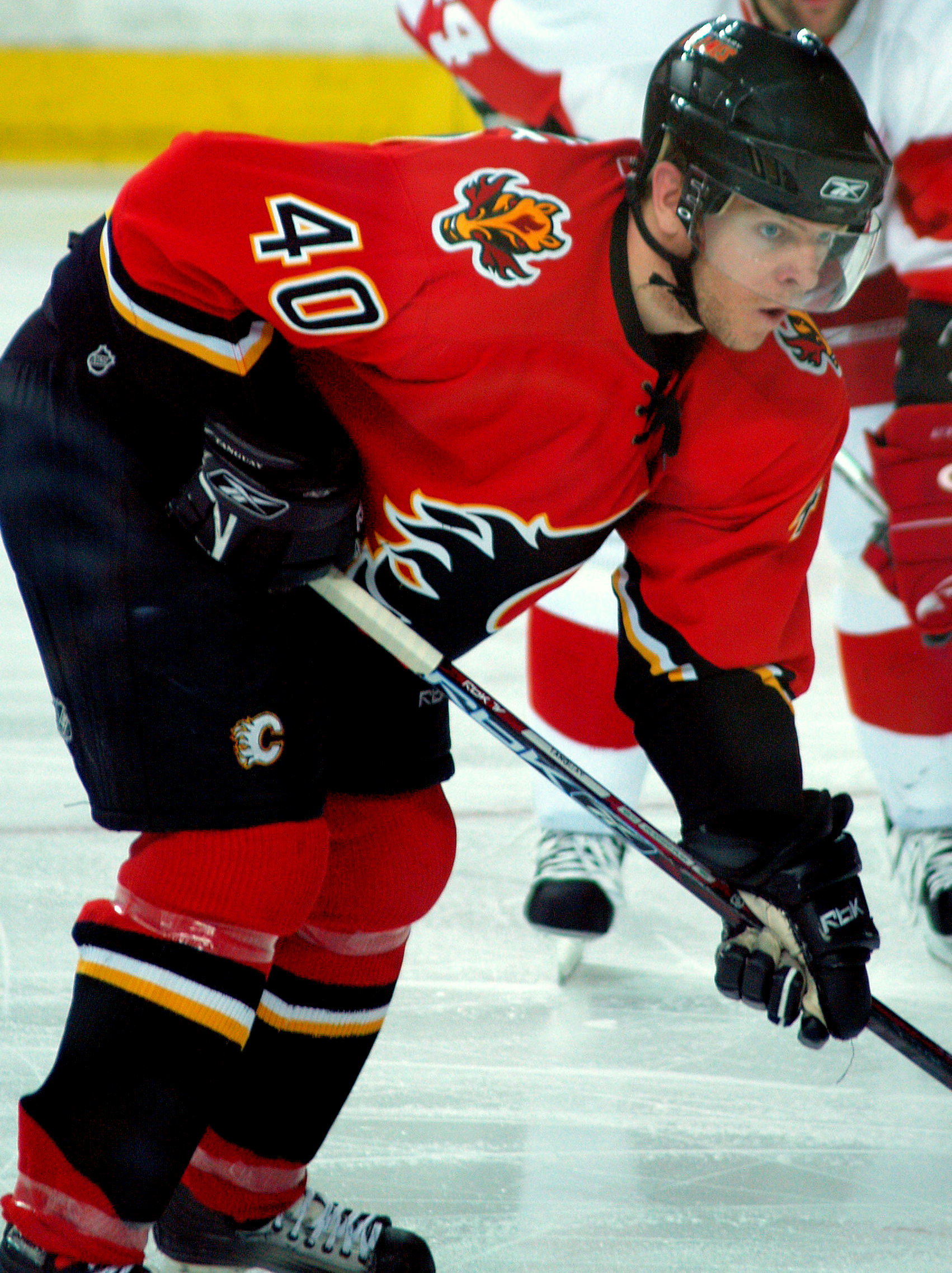
Tanguay im Trikot der Calgary Flames (2007)

Tanguay spielte während seiner Juniorenzeit bei Halifax Mooseheads in der Ligue de hockey junior majeur du Québec. Die Colorado Avalanche wählte ihn im NHL Entry Draft 1998 in der ersten Runde als Zwölften aus. Die Saison nach dem Draft spielte er noch in Halifax und wurde zum Saisonende noch für ein paar Spiele ins Farmteam der Avalanche, zu den Hershey Bears in die American Hockey League (AHL) geholt.
Ab der Saison 1999/2000 spielte der Stürmer in der NHL für die Colorado Avalanche. Dort bildete er gemeinsam mit Joe Sakic und Milan Hejduk zeitweise eine der besten Sturmlinien der Liga. Mit einer sehr starken Leistung und 21 Scorerpunkten in den Playoffs hatte er großen Anteil am Gewinn des Stanley Cups in den Playoffs 2001. In der Streiksaison 2004/05 gab er in der Schweiz beim HC Lugano ein kurzes Gastspiel. Zur Saison 2006/07 verließ er Colorado und wechselte zu den Calgary Flames, im Gegenzug des Tauschgeschäfts kam unter anderem Jordan Leopold zur Avalanche. Nach einem sehr guten ersten Jahr in Calgary, in dem er in 81 Spielen 81 Punkte erzielt hatte, folgte ein schwächeres zweites Jahr und am Ende der Saison 2007/08 wurde er zusammen mit einem Fünftrunden-Draftpick für den NHL Entry Draft 2008 zu den Canadiens de Montréal transferiert, die im Tausch Greg Nemisz sowie einen Zweitrunden-Draftpick für den NHL Entry Draft 2009 an die Flames abgaben.
Am 30. Dezember 2008 erlitt er im Spiel gegen die Tampa Bay Lightning nach einem Bodycheck von Jewgeni Artjuchin eine Schulterverletzung, die ihn für mehr als zwei Monate vom Spielbetrieb ausschloss, sodass er auf lediglich 50 von 82 möglichen Spielen für die Canadiens kam. Nach der Spielzeit verlängerte das franko-kanadische Franchise den Vertrag nicht, woraufhin Tanguay einen Kontrakt bei den Tampa Bay Lightning unterschrieb. Der kanadische Außenstürmer kehrte am 27. Juni 2013 in einem Tausch der Calgary Flames gegen David Jones und Shane O’Brien zu der Colorado Avalanche zurück, bei der er zuletzt 2006 gespielt hatte. Weiterhin war sein Mannschaftskamerad Cory Sarich Teil des Deals. Während der Saison 2014/15 absolvierte Tanguay sein 1000. Spiel in der NHL. Im Februar 2016 wurde Tanguay samt Kyle Wood und Conner Bleackley an die Arizona Coyotes abgegeben, die im Gegenzug Mikkel Bødker nach Colorado schickten. In Arizona beendete der Angreifer die Spielzeit 2015/16, erhielt allerdings keinen weiterführenden Vertrag von den Coyotes.
Im Februar 2017 gab Tanguay das Ende seiner aktiven Karriere bekannt und übernahm mit sofortiger Wirkung eine Position als Analyst beim NHL Network. Zur Saison 2019/20 kehrte er ins professionelle Eishockey zurück, als er im Juli 2019 als neuer Assistenztrainer bei den Iowa Wild aus der AHL vorgestellt wurde. Dort war er zwei Jahre in dieser Funktion tätig, ehe ihm im Juni 2021 die Rückkehr in die NHL gelang, als er als neuer Assistent von Cheftrainer Jeff Blashill bei den Detroit Red Wings engagiert wurde.

## Erfolge und Auszeichnungen
- 1997 LHJMQ All-Rookie Team
- 2001 Stanley-Cup-Gewinn mit der Colorado Avalanche
- 2002 Teilnahme am NHL YoungStars Game
- 2004 Teilnahme am NHL All-Star Game

## Karrierestatistik

### International
Vertrat Kanada bei:
- Junioren-Weltmeisterschaft 1998

(Legende zur Spielerstatistik: Sp oder GP = absolvierte Spiele; T oder G = erzielte Tore; V oder A = erzielte Assists; Pkt oder Pts = erzielte Scorerpunkte; SM oder PIM = erhaltene Strafminuten; +/− = Plus/Minus-Bilanz; PP = erzielte Überzahltore; SH = erzielte Unterzahltore; GW = erzielte Siegtore; 1 Play-downs/Relegation; Kursiv: Statistik nicht vollständig)

## Familie
Sein jüngerer Bruder Maxime war ebenfalls professioneller Eishockeyspieler. Er wurde beim NHL Entry Draft 2007 in der dritten Runde an insgesamt 69. Position von den Chicago Blackhawks ausgewählt, kam in der Folge jedoch ausschließlich in Minor Leagues zum Einsatz.
Tanguay ist außerdem mit der kanadischen Sängerin Céline Dion verwandt.